# Catostylus townsendi
Espèce
Catostylus townsendi est une espèce de méduses de la famille des Catostylidae.

## Répartition
Cette méduse se rencontre à Bornéo, dans l'Insulinde et en Asie du Sud-Est continentale.

## Description
Catostylus townsendi mesure au maximum 10 cm de longueur. C'est une espèce pélagique.

## Classification
Le nom valide complet (avec auteur) de ce taxon est Catostylus townsendi Mayer (d), 1915,.

### Étymologie
Son épithète spécifique, townsendi, lui a été donnée en l'honneur de Charles Haskins Townsend (1859-1944), alors directeur de l'aquarium de New York.

### Publication originale
- (en) Alfred Goldsborough Mayer, « Medusæ of the Philippines and of Torres Strait », Papers from the Tortugas Laboratory of the Carnegie Institution of Washington, Washington, Inconnu, vol. 8, no 7,‎ 1915, p. 157-202 (OCLC 1553406, lire en ligne).